# Tieffenbrucker
Tieffenbrucker és una gran família multigeneracional de luthers, originària de Baviera, activa a Venècia, Pàdua i Itàlia, des de principis del segle XVI fins al voltant de 1630. Diversos dels seus llaüts dels segles XVI i XVII estan exposats al Palau Lobkowicz de Praga.